# Gonzalo de la Fuente
Gonzalo de la Fuente de la Iglesia (* 21. März 1984 in Burgos) ist ein spanischer Fußballspieler.

## Karriere
De la Fuente begann seine Karriere bei Peña Antonio José. Im Sommer 2004 schloss er sich dem Drittligisten Burgos CF an, für den er im Oktober 2004 erstmals in der Segunda División spielte. Mit Burgos stieg er in der Saison 2007/08 in die Tercera División ab.
Im Sommer 2008 wechselte er zum Viertligisten Real Oviedo. Mit Oviedo konnte er 2008/09 in die Segunda División B aufsteigen. Zur Saison 2011/12 kehrte er zum inzwischen wieder in der Drittklassigkeit spielenden Burgos CF zurück. Mit Burgos stieg er jedoch in derselben Saison erneut in die Tercera División ab.
Zur Saison 2012/13 wechselte er zum Drittligisten Caudal Deportivo. Für Caudal absolvierte er in jener Saison 35 Spiele in der Segunda División. Im Sommer 2013 wechselte er zu Real Avilés. Für Avilés kam er in 30 Ligapartien zum Einsatz und erzielte einen Treffer.
Zur Saison 2014/15 schloss er sich dem Zweitligaaufsteiger Albacete Balompié an. Sein Debüt in der Segunda División für Albacete gab er am zweiten Spieltag der Saison 2014/15 gegen den CD Teneriffa. Mit Albacete musste er in der Saison 2015/16 in die Segunda División B.
Im Sommer 2016 wechselte er zum Drittligisten SD Ponferradina. Für Ponferradina absolvierte er in der Saison 2016/17 27 torlose Spiele in der Segunda División B.
Im Juli 2017 wechselte er zu Racing Santander, wo er einen Vertrag bis Juni 2018 erhielt.
Nach einem Jahr unterschrieb de la Fuente bei UD Ibiza. 2020 schloss er sich dem Team des Viertligisten UP Langreo an.